# اصلاح نژاد
یوژنیک (به انگلیسی: Eugenics) یا علم اصلاح نژاد انسان، جنبشی مبتنی بر مفاهیم زیست‌شناسی است که از کاربرد اقداماتی در جهت بهبود ساختار ژنتیک جمعیت‌ها انسانی حمایت می‌کند و در برهه‌ای از زمان در امور متعدد اجتماع از جمله حقوق و مجازات مورد استناد قرار می‌گرفته است. واژه Eugenics از ترکیب εύ̃ (eû) «خوب» و -γενής (genḗs) «به وجود آمدن، در حال رشد» در یونان باستان ریشه گرفته است.
در سال‌های اخیر، این اصطلاح در بحث‌های اخلاق زیستی در مورد استفاده از فناوری‌های جدید مانند کریسپر (CRISPR) و غربالگری ژنتیکی احیا شده است؛ با بحث‌های داغ در مورد اینکه آیا این فناوری‌ها را باید یوژنیک نامید یا خیر.
افلاطون در حدود ۴۰۰ سال قبل از میلاد استفاده از اصول زادگیری گزینشی را برای انسان پیشنهاد کرد. طرفداران اولیه یوژنیک در قرن نوزدهم، آن را راهی برای بهبود گروه‌های مردم می‌دانستند. در استفاده معاصر، اصطلاح یوژنیک ارتباط نزدیکی با نژادپرستی علمی دارد. علمای اخلاق زیستی مدرن که از یوژنیک جدید حمایت می‌کنند، آن را راهی برای تقویت ویژگی‌های فردی، بدون توجه به عضویت در گروه، توصیف می‌کنند.
در حالی که اصول یوژنیک در اوایل یونان باستان انجام می‌شد، تاریخ معاصر یوژنیک در اواخر قرن نوزدهم آغاز شد. این جنبش اصلاح نژاد در نهایت به تولید مثل انتخابی انسان با هدف ایجاد فرزندانی با صفات مطلوب، عموماً از طریق رویکرد تأثیرگذاری بر نرخ‌های متفاوت تولد اشاره کرد. این سیاست‌ها عمدتاً به دو دسته تقسیم می‌شدند: اصلاح نژادی ایجابی یعنی افزایش تولید مثل کسانی که دارای ویژگی‌های ارثی سودمند بودند. و اصلاح نژادی سلبی، یعنی ممانعت از تولیدمثل توسط افرادی که دارای ویژگی‌های ارثی ضعیف تلقی می‌شوند. سیاست‌های اصلاح نژادی سلبی در گذشته از پرداخت پول به افرادی که ژن‌های بد دارند تا عقیم‌سازی داوطلبانه، تا تلاش برای جداسازی تا عقیم‌سازی اجباری و حتی نسل‌کشی متغیر بوده است. سیاست‌های اصلاح نژادی مثبت معمولاً به شکل جوایز یا پاداش برای والدین «مناسب» که فرزند دیگری دارند صورت می‌گیرد. شیوه‌های نسبتاً بی‌ضرر مانند مشاوره ازدواج پیوندهای اولیه با ایدئولوژی اصلاح نژادی داشتند.
در این زمان یک جنبش یوژنیک در بریتانیا ظهور کرد، و سپس در بسیاری از کشورهای غربی، از جمله ایالات متحده، کانادا، استرالیا و اکثر کشورهای اروپایی گسترش یافت. در این دوره، اکثر مردم از همه طیفهای سیاسی از ایده‌های یوژنیک حمایت می‌کردند. در نتیجه، بسیاری از کشورها با هدف بهبود کیفیت ذخایر ژنتیکی جمعیت خود، سیاست‌های یوژنیک را اتخاذ کردند. چنین برنامه‌هایی شامل اقدامات مثبت، مانند تشویق افرادی که برای تولید مثل «مناسب» تشخیص داده می‌شوند و اقدامات منفی مانند ممنوعیت ازدواج و عقیم‌سازی اجباری افرادی که برای تولید مثل نامناسب تشخیص داده می‌شدند. کسانی که «ناشایست برای تولید مثل» تلقی می‌شدند، اغلب شامل افراد دارای ناتوانی ذهنی یا جسمی، افرادی که در آزمون‌های هوش مختلف امتیازات پایینی کسب کرده بودند، مجرمان و «منحرف‌ها» و اعضای گروه‌های اقلیت‌ها بودند.
جنبش یوژنیک با آلمان نازی و هولوکاست هم ارتباط داشت. در زمان دفاع بسیاری از متهمان در محاکمات نورنبرگ در سال‌های ۱۹۴۵ تا ۱۹۴۶ آنها سعی در توجیه نقض حقوق بشرشان با ادعای وجود تفاوت کمی بین برنامه‌های یوژنیک نازی و یوژنیک ایالات متحده داشتند. در دهه‌های پس از جنگ جهانی دوم، با تأکید بیشتر بر حقوق بشر، بسیاری از کشورها شروع به کنار گذاشتن سیاست‌های یوژنیک کردند؛ اگرچه برخی از کشورهای غربی (از جمله ایالات متحده، کانادا و سوئد) به انجام عقیم‌سازی اجباری ادامه دادند.
از دهه‌های ۱۹۸۰ و ۱۹۹۰، با روش‌های جدید فناوری کمک باروری در دسترس، مانند رحم جایگزین بارداری (در دسترس از سال ۱۹۸۵)، تشخیص ژنتیکی قبل از لانه‌گزینی (از سال ۱۹۸۹ در دسترس است) و انتقال سیتوپلاسمی (اولین بار در سال ۱۹۹۶ انجام شد)، نگرانی در مورد احیای احتمالی یوژنیک افزایش یافته است که می‌توانند منجر به یک شکل قوی‌تر از یوژنیک پس از دهه‌ها ترویج حقوق بشر گردند.
انتقاد اصلی وارد به سیاست‌های یوژنیک این است که — صرف نظر از اینکه از سیاست‌های منفی یا مثبت استفاده شود — آنها بسیار مستعد سوءاستفاده هستند؛ زیرا معیارهای انتخاب ژنتیکی توسط هر گروهی که در آن زمان قدرت سیاسی داشته باشد تعیین می‌شود. علاوه بر این، بسیاری از یوژنیک منفی به عنوان نقض حقوق اساسی بشر که از زمان اعلامیه تهران در سال ۱۹۶۸ به عنوان حق تولید مثل دیده می‌شود، انتقاد می‌کنند. انتقاد دیگر این است که سیاست‌های یوژنیک در نهایت منجر به از بین رفتن تنوع ژنتیکی می‌شود. با این حال، انتقاد دیگری از سیاست‌های یوژنیک معاصر این است که آنها پیشنهاد می‌کنند که به‌طور دائم و مصنوعی میلیونها سال تکامل را مختل کنند و تلاش برای ایجاد خطوط ژنتیکی «پاک» از «اختلال‌ها» می‌تواند اثرات جانبی گسترده‌ای در زمینه ژنتیک داشته باشد.

## تاریخ یوژنیک

### پیدایش و توسعه
انواع شیوه‌های یوژنیک هزاران سال وجود داشته است. برخی از مردمان بومی برزیل از دوران پیش از استعمار به کشتن نوزادانی که با ناهنجاری‌های جسمی متولد می‌شدند، شناخته شده‌اند. در یونان باستان، افلاطون فیلسوف جفت‌گیری انتخابی را برای ایجاد یک طبقه نگهبان پیشنهاد کرد. در اسپارت، هر کودک اسپارتی توسط شورای بزرگان، گروسیا (Gerousia)، مورد بازرسی قرار می‌گرفت که تعیین می‌کرد آیا کودک برای زندگی مناسب است یا نه. در سال‌های اولیه جمهوری روم، پدر رومی طبق قانون موظف بود در صورت تغییر شکل وحشتناک فرزندش، فوراً او را بکشد. به گفته تاسیتوس، در دوره امپراتوری روم، قبایل ژرمنی آن روزگار هر عضوی از جامعه خود را که بزدل، جنگجو یا «آغشته به رذیلت‌های نفرت‌انگیز» می‌دانستند، معمولاً با غرق کردن آنها در باتلاق‌ها می‌کشتند. مورخان مدرن، با این حال، نوشته قوم‌نگاری تاسیتوس را در چنین جزئیاتی غیرقابل اعتماد می‌دانند.

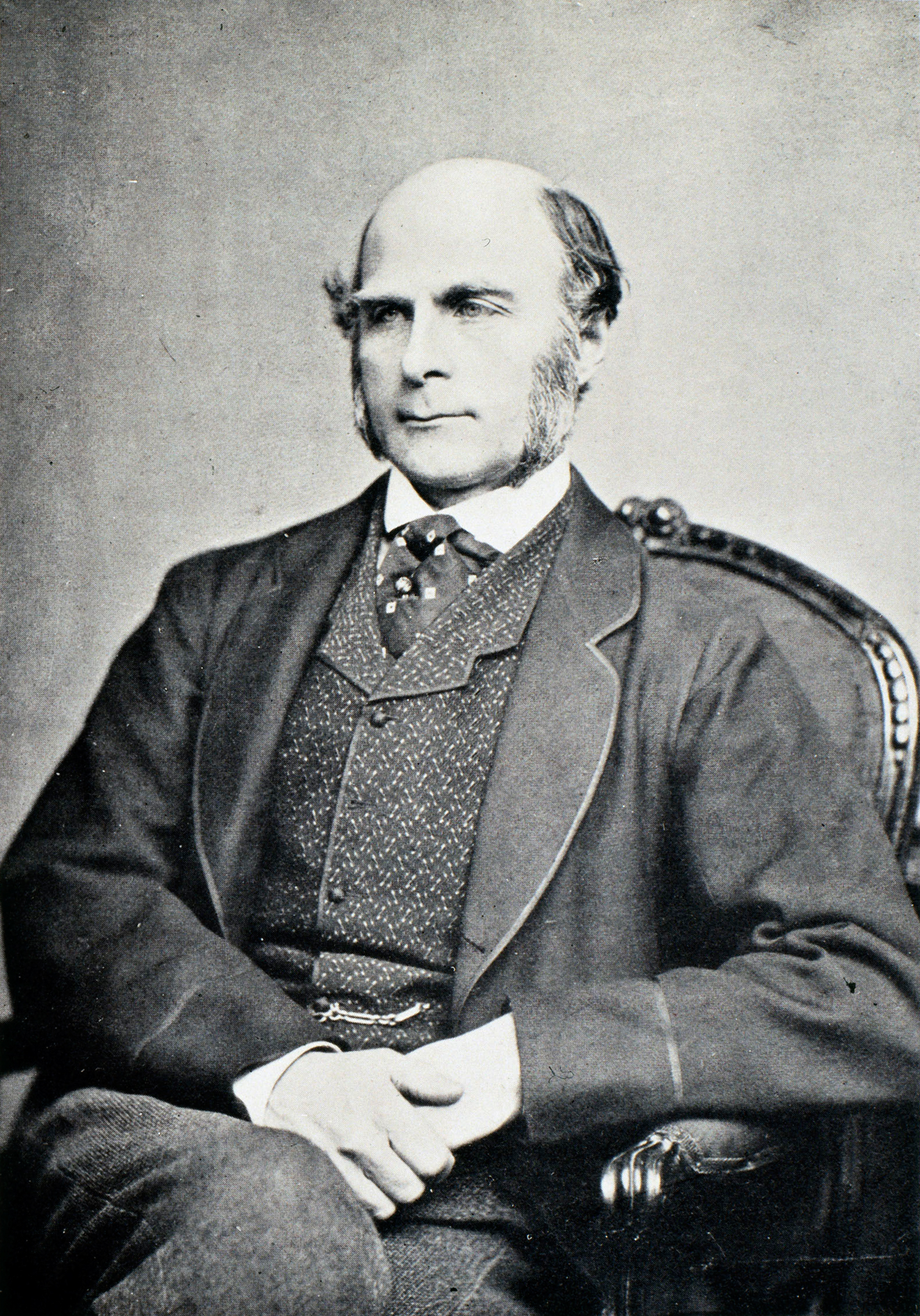
فرانسیس گالتون یک به‌نژادشناس اولیه بود که خود اصطلاح یوژنیک را ابداع کرد.

ایده یک پروژه مدرن برای بهبود جمعیت انسانی از طریق پرورش انتخابی در ابتدا توسط فرانسیس گالتون ایجاد شد و در ابتدا از داروینیسم و نظریه انتخاب طبیعی آن الهام گرفت. گالتون تئوری تکامل چارلز داروین پسرعموی ناتنی خود را خوانده بود که به دنبال توضیح رشد گونه‌های گیاهی و جانوری بود و می‌خواست آن را برای انسان‌ها به کار گیرد. گالتون بر اساس مطالعات زندگی‌نامه‌ای خود معتقد بود که ویژگی‌های مطلوب انسانی ویژگی‌های ارثی هستند. با معرفی ژنتیک، یوژنیک با جبر ژنتیکی یعنی این که اعتقاد به این که شخصیت انسان به‌طور کامل یا در اکثریت صفات ناشی از ژن‌ها و بدون تأثیر تحصیلات یا شرایط زندگی است، مرتبط شد. در طول تاریخ اخیر خود، یوژنیک کماکان بحث‌برانگیز باقی مانده است.
در اروپا، یوژنیک به یک رشته دانشگاهی در بسیاری از کالج‌ها و دانشگاه‌ها تبدیل شد و از منابع بسیاری بودجه دریافت کرد. سازمان‌هایی برای جلب حمایت عمومی و تغییر افکار به سمت ارزش‌های اصلاح‌طلبی مسئولانه در والدین، از جمله انجمن آموزش یوژنیک بریتانیا در سال ۱۹۰۷ و انجمن یوژنیک آمریکا در سال ۱۹۲۱ تشکیل شدند. در سال ۱۹۰۹، روحانیون انگلیسی، ویلیام اینگ و جیمز پیل، هر دو مطالبی برای انجمن آموزش یوژنیک می‌نوشتند. اینگه سخنران مدعو کنفرانس بین‌المللی یوژنیک در سال ۱۹۲۱ بود که توسط اسقف اعظم کاتولیک رومی نیویورک پاتریک جوزف هیز نیز تأیید شد. کتاب عبور از نژاد بزرگ (یا، مبنای نژادی تاریخ اروپا) توسط مدیسون گرانت، اصلاح‌طلب، حقوقدان و انسان‌شناس آماتور آمریکایی در سال ۱۹۱۶ منتشر شد و چندین ویرایش و ویرایش را پشت سر گذاشت. با این وجود، این کتاب توسط افرادی استفاده شد که از مهاجرت به عنوان توجیهی برای آنچه به عنوان «نژادپرستی علمی» شناخته شد، حمایت کردند.

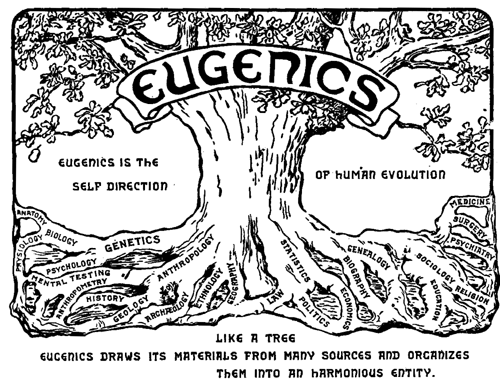
لوگویی از دومین کنفرانس بین‌المللی یوژنیک، ۱۹۲۱ که یوژنیک را به عنوان درختی به تصویر می‌کشد که رشته‌های مختلف را متحد می‌کند